# Usina Hidrelétrica de Queimado
A Usina Hidrelétrica de Queimado é um empreendimento para geração de energia elétrica localizado no Rio Preto, na divisa entre os estados de Goiás e Minas Gerais, Brasil. A usina conta com três unidades geradoras.